# Ernst Moritz Reichel
Ernst Moritz Reichel (* 4. Oktober 1798 in Leisnig; † 31. Oktober 1863 in Lützschena) war ein deutscher evangelisch-lutherischer Pfarrer. Seine über Jahre geführte Pfarrchronik wurde 160 Jahre nach seinem Tod in einer wissenschaftlichen Edition veröffentlicht.

## Familie
Sein Vater, Johannes Gottlob Reichel (* 24. Dezember 1767 Höllenmühle in Streckewalde; † 9. Juni 1810 in Grimma) war Subdiacon und Rektor in Leisnig. Bereits im Jahr nach Geburt seines ersten Sohnes trat er die Stelle des 4. Lehrers und Kantors an der Fürstenschule Grimma an. Seine Mutter war Eleonora Christina Sophia geb. Straube. Nachdem seine Mutter am 24. Oktober 1806 am Nervenfieber gestorben war, heiratete sein Vater am 4. November 1807 Augusta Friederica Gentsch. Mit dem Tod seines Vaters am 9. Juni 1810 wurde Ernst Moritz Reichel von seinem Onkel, dem Gerichts-Direktor Johann Georg Heinrich Klotz, adoptiert.
Seine Geschwister waren:
- Caroline Reichel (* 16. Januar 1797 in Leisnig; † 1. Oktober 1858 in Grimma)
- Carl Ferdinand Reichel (* 7. Oktober 1800 in Grimma; † 27. September 1860 in Dresden)
- Hermann Rudolph Reichel (* 11. Oktober 1808 in Grimma; † 23. April 1839 in Leipzig)

Am 8. Mai 1831 heiratete er Caroline Henriette Theile (* 21. März 1800 in Lützschena; † 17. März 1869 in Klingenthal), die Tochter seines Amtsvorgängers Johann Gottlob Theile (1764, 1798–1830). Mit ihr hatte er zwei Töchter:
- Therese Laura Reichel (* 20. Oktober 1838 in Lützschena; † 3. Juli 1839 in Lützschena)
- Johanne Therese Renate Reichel (* 18. August 1841 in Lützschena; † 15. November 1919 in Colditz).

## Ausbildung und beruflicher Werdegang
Von 1811 bis 1818 besuchte Ernst Moritz Reichel die Fürstenschule Grimma. Am 5. Februar 1818 schrieb er sich zum Theologiestudium an der Universität Leipzig ein. Im Anschluss nahm er eine Stelle als Hauslehrer bei Familie von Kyaw in Meißen an. In gleicher Funktion wechselte er 1824 zur Familie des Woll- und Tuchhändlers Speck nach Leipzig. In seiner Zeit als Hauslehrer gewann er zweimal den mittleren Preis der Reinhardschen Stiftung.
Da 1822 Maximilian Speck (seit 1829 Freiherr Speck von Sternburg) in der Zwangsversteigerung das nordwestlich von Leipzig gelegene Gut Lützschena erworben hatte und er damit auch das Patronat über die Kirche in Lützschena innehatte, fiel ihm gemäß dem Unionsdekret von Bischof Sigismund vom 26. Juli 1537 im Jahr 1830 das Vorschlagsrecht für die Besetzung der Pfarrstelle zu. Dieses Vorschlagsrecht wechselte jeweils zwischen dem Erbherren auf Lützschena und dem Oberpfarrer von Schkeuditz. Somit wurde Ernst Moritz Reichel am 17. April 1831 Pfarrer für Lützschena und Hänichen mit Quasnitz. Dieses Amt hatte er bis zu seinem Tod inne. Am 4. November 1863 wurde er auf dem Friedhof in Hänichen beigesetzt. 
In seine Amtszeit fielen die Anbringung des spätgotischen Marienaltars außen am Ostgiebel der Lützschenaer Kirche 1835, der Umbau der Hänicher Kirche 1847 und der Umbau der Lützschenaer Kirche 1855.

## Werke
Nach dem Tod von Maximilian Speck von Sternburg verfasste Reichel, wie testamentarisch bestimmt, eine Lebensbeschreibung unter dem Titel Maximilian von Speck-Sternburg nach seinem Leben und Wirken. Teubner, Leipzig 1857.
Während seiner Amtszeit führte er die Orts- und Pfarrchronik für Lützschena und Hänichen mit Quasnitz. Diese erschien seit 1990 als monatliche Fortsetzung im Auenkurier und 2023 in einer kompletten Transkription bei der Evangelischen Verlagsanstalt.